# USS Preston (DD-795)
USS Preston (DD-795) là một tàu khu trục lớp Fletcher được Hải quân Hoa Kỳ chế tạo trong Chiến tranh Thế giới thứ hai. Nó là chiếc tàu chiến thứ sáu của Hải quân Mỹ được đặt theo tên Đại úy Hải quân Samuel W. Preston (1840–1865), một sĩ quan hải quân tử trận trong cuộc Nội chiến Hoa Kỳ. Nó đã hoạt động cho đến hết Thế Chiến II, ngừng hoạt động một thời gian ngắn, rồi tái biên chế trở lại năm 1951 và tiếp tục phục vụ trong Chiến tranh Triều Tiên và Chiến tranh Việt Nam. Con tàu được chuyển cho Thổ Nhĩ Kỳ năm 1969, và hoạt động như là chiếc İçel (D 344) cho đến khi bị tháo dỡ năm 1981. Preston được tặng thưởng sáu Ngôi sao Chiến trận do thành tích phục vụ trong Thế Chiến II, một Ngôi sao Chiến trận tại Triều Tiên và danh hiệu Đơn vị Tuyên dương Tổng thống khi hoạt động tại Việt Nam.

## Thiết kế và chế tạo
Preston được đặt lườn tại xưởng tàu của hãng Bethlehem Shipbuilding Company ở San Pedro California vào ngày 13 tháng 6 năm 1943. Nó được hạ thủy vào ngày 12 tháng 12 năm 1943; được đỡ đầu bởi bà R. F. Gross, và nhập biên chế vào ngày 20 tháng 3 năm 1944 dưới quyền chỉ huy của Trung tá Hải quân G. S. Patrick.

## Lịch sử hoạt động

### 1944
Sau khi hoàn tất chạy thử máy ngoài khơi bờ biển California và huấn luyện tại vùng biển quần đảo Hawaii, Preston khởi hành từ Trân Châu Cảng vào ngày 1 tháng 7 năm 1944 để đi sang khu vực chiến sự tại quần đảo Mariana. Nó đi đến ngoài khơi Guam vào ngày 17 tháng 7, và cho đến ngày 8 tháng 8 đã hoạt động bảo vệ cho các tàu vận tải tại khu vực vận chuyển đổ bộ. Sau khi đi vào cảng Apra trong hai ngày, nó khởi hành đi Eniwetok, và đến ngày 29 tháng 8 đã gia nhập Lực lượng Đặc nhiệm 38 và lên đường đi sang phía Tây. Từ ngày 6 đến ngày 8 tháng 9, nó hộ tống các tàu sân bay trong các đợt không kích xuống quần đảo Palau, và tiếp theo là những cuộc không kích xuống khu vực phía Nam và miền Trung Philippines. Sau khi hoàn tất vào ngày 14 tháng 9, nó cùng lực lượng quay trở lại Palau để hỗ trợ cho các cuộc đổ bộ lên Peleliu và Anguar, rồi quay trở lại Philippines trước khi rút lui về Ulithi.
Lực lượng Đặc nhiệm 38 lại lên đường vào ngày 6 tháng 10 nhằm tung ra các đợt không kích hỗ trợ cho Chiến dịch Philippines. Sau khi đánh phá các sân bay đối phương tại Đài Loan, lực lượng quay xuống phía Đông Nam hoạt động ngoài khơi Luzon nhằm hỗ trợ trực tiếp cho cuộc đổ bộ lên Leyte. Khi Hạm đội Liên hợp Nhật Bản tung ra ba gọng kìm nhằm phản công vào ngày 24 tháng 10, Đội đặc nhiệm 38.3 của Preston chịu đựng những đợt không kích ác liệt. Nhiều đợt máy bay ném bom và máy bay ném bom-ngư lôi đã liên tục tấn công vào đội hình đội đặc nhiệm, nhiều chiếc bị bắn rơi, nhưng tàu sân bay hạng nhẹ Princeton (CVL-23) đã trúng bom và bị đắm.
Chiều tối hôm đó, Đội đặc nhiệm 38.3 trong đó bao gồm Preston được lệnh đi lên phía Bắc sáp nhập cùng các Đội đặc nhiệm 38.2 và 38.4 để truy tìm lực lượng tàu sân bay đối phương. Trong Trận chiến mũi Engaño diễn ra vào ngày hôm sau, máy bay xuất phát từ tàu sân bay của các đội đặc nhiệm đã tấn công Lực lượng phía Bắc Nhật Bản, vốn chỉ đóng vai trò mồi nhữ vì bao gồm những tàu sân bay không còn máy bay, đánh chìm bốn tàu sân bay đối phương. Lực lượng Đặc nhiệm 38 sau đó quay xuống phía Nam truy tìm Lực lượng Trung tâm Nhật Bản đã rút lui qua eo biển San Bernardino sau Trận chiến ngoài khơi Samar. Đến ngày 27 tháng 10, các tàu sân bay tiến hành các phi vụ hỗ trợ lực lượng trên bộ tại Leyte trước khi lên đường quay trở về Ulithi.
Vào ngày 5 tháng 11, Preston quay trở lại khu vực hoạt động ngoài khơi Luzon nơi đội đặc nhiệm tiếp tục không kích các căn cứ đối phương. Các hoạt động càn quét chống tàu bè Nhật Bản tại miền Trung Philippines được tiếp nối, đặc biệt là tại khu vực vịnh Ormoc, và đến ngày 12 tháng 11, việc không kích xuống Luzon lại tiếp nối, lặp lại từ ngày 25 tháng 11 đến ngày 2 tháng 12, và từ ngày 10 đến ngày 21 tháng 12.

### 1945
Vào ngày 30 tháng 12, lực lượng đặc nhiệm khởi hành từ Ulithi theo hướng Tây Bắc, để đến ngày 1 tháng 1 năm 1945 đã không kích xuống Đài Loan và Nansei Shoto, nhằm hỗ trợ cho việc cuộc đổ bộ lên vịnh Lingayen. Sau đó lực lượng băng qua eo biển Bashi để đi vào Biển Đông đánh phá tàu bè và căn cứ trên bờ của quân Nhật dọc theo bờ biển Đông Dương thuộc Pháp. Đến ngày 15 tháng 1, lực lượng lại có mặt về phía Tây Đài Loan và cho đến ngày 19 tháng 1 đã không kích xuống đảo này và Okinawa từ phía Đông.
Trong tháng 2, Preston hộ tống các tàu sân bay khi chúng không kích các tổ hợp công nghiệp trên các đảo chính quốc Nhật Bản, hỗ trợ trên không cho cuộc đổ bộ lên Iwo Jima, rồi quay trở lại Nhật Bản tiếp tục ném bom xuống Tokyo, Nagoya, Osaka và Kobe. Sau đó lực lượng đặc nhiệm tiến xuống phía Nam tham gia cuộc đổ bộ tiếp theo lên Okinawa.
Sau khi quay trở về Ulithi vào đầu tháng 3, Preston được điều sang Lực lượng Đặc nhiệm 54, và lên đường hướng sang quần đảo Ryūkyū vào ngày 21 tháng 3, bảo vệ cho việc bắn phá và hỗ trợ hoạt động của các đội phá hoạt dưới nước. Từ ngày 24 tháng 3 đến ngày 1 tháng 4, nó hoạt động ngoài khơi Kerama Retto trước khi chuyển sang hỗ trợ hỏa lực ngoài khơi bãi Hagushi. Nhiệm vụ hỗ trợ hỏa lực được kéo dài cho đến tháng 6, khi nó trợ giúp binh lính Lục quân và Thủy quân Lục chiến chiến đấu tại bán đảo Motobu phá vỡ vòng vây của quân Nhật; tại các khu vực Nago Wan, Nakagusuku Wan và Naha; và tại Ie Shima cùng Kutaka Shima. Sang đầu tháng 6, nó tuần tra chống các xuồng máy cảm tử, trước khi quay trở lại nhiệm vụ hỗ trợ hỏa lực. Đến tháng 7, nó tuần tra tại phía Bắc Okinawa, và sang tháng 8 làm nhiệm vụ hộ tống các đoàn tàu vận tải đi và đến khu vực vịnh Buckner.
Sau khi Đế quốc Nhật Bản chấp nhận đầu hàng vào ngày 15 tháng 8, Preston tiếp tục ở lại ngoài khơi Okinawa làm nhiệm vụ giải cứu không biển. Đến ngày 6 tháng 9, nó lên đường quay trở về Hoa Kỳ, về đến San Pedro, California vào ngày 24 tháng 9. Đến tháng 11, nó được chuyển đến San Diego, California để chuẩn bị ngừng hoạt động; và con tàu xuất biên chế vào ngày 24 tháng 4, 1946 và đưa về Hạm đội Dự bị Thái Bình Dương.

### 1951 - 1969
Sau khi Chiến tranh Triều Tiên nổ ra khiến Hải quân Hoa Kỳ thiếu hụt số tàu chiến hoạt động, Preston được cho nhập biên chế trở lại vào ngày 26 tháng 1, 1951, và đến tháng 4 đã lên đường đi sang vùng bờ Đông Hoa Kỳ. Con tàu được cho hiện đại hóa tại Philadelphia, Pennsylvania, thay thế tháp pháo 5-inch số 3 bằng hệ thống điều khiển hỏa lực mới, cũng như nâng cấp vũ khí và radar. Con tàu sau đó đặt cảng nhà tại Newport, Rhode Island, và đến ngày 9 tháng 1, 1952 đã khởi hành đi sang Địa Trung Hải tham gia các hoạt động của Đệ Lục hạm đội. Quay trở về nhà vào tháng 5, chiếc tàu khu trục tiếp tục hoạt động dọc vùng bờ Đông Hoa Kỳ, trải dài từ Labrador, Canada đến tận vùng biển Caribe.
Vào ngày 1 tháng 4, 1953, Preston khởi hành từ vùng biển New England để đi sang khu vực Thái Bình Dương, và tham gia chiến cuộc tại Viễn Đông. Đi đến vùng biển Nhật Bản vào đầu tháng 5, nó hoạt động cùng các tàu sân bay nhanh thuộc Lực lượng Đặc nhiệm 77 cho đến tháng 6, rồi gia nhập Lực lượng Đặc nhiệm 95, lực lượng phong tỏa và hộ tống của Liên Hợp Quốc. Sau khi thỏa thuận ngừng bắn được ký kết vào ngày 27 tháng 7, con tàu lên đường quay trở về Newport qua ngã kênh đào Suez, hoàn tất một chuyến đi vòng quanh thế giới khi về đến Boston, Massachusetts vào tháng 10. Sau khi được đại tu, từ tháng 5 đến tháng 9, 1954, nó hoạt động cùng một đơn vị tìm-diệt tàu ngầm thuộc Hạm đội Đại Tây Dương. Sang năm 1955, nó được phái sang Địa Trung Hải phối hợp cùng Đệ Lục hạm đội một lần nữa, tiếp nối bằng một lượt thực tập chống tàu ngầm. Vào ngày 15 tháng 3, 1956, con tàu rời vịnh Narragansett để quay trở lại vùng bờ Tây.
Được điều động vào Hải đội Khu trục 23, Preston đi đến Long Beach vào ngày 15 tháng 4, và trong tháng 5 đã hoạt động ngoài khơi bờ biển California. Đến tháng 6, nó lên đường đi sang khu vực Tây Thái Bình Dương cho một lượt hoạt động tại Viễn Đông trong thời bình. Từ đây nó bắt đầu một giai đoạn luân phiên hoạt động cùng Đệ Thất hạm đội tại khu vực Tây Thái Bình Dương, khi tham gia các cuộc tập trận cùng khối SEATO và các nước Đồng Minh cùng các chuyến tuần tra eo biển Đài Loan. Khi quay trở về vùng bờ Tây Hoa Kỳ, nó hoạt động cùng Đệ Nhất hạm đội để huấn luyện và tuần tra đến vùng Cực và khu vực Trung tâm Thái Bình Dương. Vào tháng 12, 1958, nó trợ giúp lương thực và quần áo cho thị trấn Nhật Bản Keniya bị tai nạn hỏa hoạn. Trong năm 1962, sau chuyến tuần tra tại Bắc Cực, nó tham gia các cuộc thử nghiệm bom nguyên tử tại Trung tâm Thái Bình Dương.
Vào tháng 3, 1964 Preston tiếp tục được bố trí cùng Đệ Thất hạm đội tại khu vực Tây Thái Bình Dương. Phần lớn thời gian hoạt động của nó dành cho việc tuần tra tại Biển Đông cùng những đợt ngắn ghé thăm các cảng Nhật Bản. Gia nhập Đội đặc nhiệm 77.6 vào cuối tháng 7, nó ghé thăm Hong Kong, rồi lên đường đi xuống phía Nam sau khi xảy ra Sự kiện vịnh Bắc Bộ liên quan đến tàu khu trụcMaddox (DD-731) vào ngày 2 tháng 8. Đội đặc nhiệm, vốn được xây dựng chung quanh tàu sân bay Constellation (CVA-64), bắt đầu các hoạt động ném bom can thiệp xuống miền Bắc Việt Nam.
Trong năm 1965, một lần nữa Preston lại được phái đến vùng chiến sự ngoài khơi Việt Nam. Nó gia nhập Đội đặc nhiệm 77.5 vào ngày 12 tháng 8, và hoạt động canh phòng máy bay và hộ tống cho các tàu sân bay Coral Sea (CV-43) và Ticonderoga (CV-14), cũng như bắn hải pháo hỗ trợ cho lực lượng trên bộ, cho đến ngày 15 tháng 1, 1966. Preston được cho xuất biên chế và rút tên khỏi danh sách Đăng bạ Hải quân vào ngày 15 tháng 11, 1969.

### Phục vụ Hải quân Thổ Nhĩ Kỳ
Preston được chuyển cho Thổ Nhĩ Kỳ vào ngày 15 tháng 11, 1969, và hoạt động cùng Hải quân Thổ Nhĩ Kỳ dưới tên gọi TCG İçel (D 344). Icel ngừng hoạt động và bịi tháo dỡ vào năm 1981.

## Phần thưởng
Preston được tặng thưởng sáu Ngôi sao Chiến trận do thành tích phục vụ trong Thế Chiến II, thêm một Ngôi sao Chiến trận tại Triều Tiên và danh hiệu Đơn vị Tuyên dương Tổng thống khi hoạt động tại vịnh Bắc Bộ, Việt Nam vào tháng 8 năm 1964.